# Boualem Bennani
Pour les articles homonymes, voir Benani.
Boualem Benani (de son vrai nom Boualem Djilali Benani) est un acteur algérien né en 1946 à Hussein-Dey (Alger) 

## Biographie
Boualem, Comédien professionnel au Théâtre national algérien (TNA), a été révélé par le film Omar Gatlato (1976) dans lequel il incarne le rôle principal. Ses débuts remontent à 1964. Il découvre le théâtre dans un centre de vacances que des professionnels tels que Kaki, Alloua, Hassan El-Hassani, Mohamed Boudia, animaient.
L'adolescent, émerveillé, allait faire du théâtre une vocation et un métier. Il va parfaire sa formation en s'inscrivant à l'École d'art dramatique de Bordj el Kiffan qui venait d'ouvrir ses portes. Après son service national, il est recruté par le TNA. Au cinéma, il a notamment joué dans Le Vent du sud (1975) et Les Enfants du vent (1980). 

## Filmographie

### Cinéma
- 1975 : Le Vent du sud
- 1976 : Omar Gatlato de Merzak Allouache : Omar
- 1980 : Les Enfants du vent
- 1989 : Le Clandestin de Benamar Bakhti
- 1991 : Cheb de Rachid Bouchareb : Le capitaine
- 2001 : L’Autre Monde de Merzak Allouache : Omar
- 2005 : Bab el web de Merzak Allouache : Tchouch
- 2007 : Morituri de Yasmina Khadra : Le directeur de la police

### Télévision
- 2001 : El Mektoub
- 2005 : Qadha' wa qadar : Farid
- 2007 : Rendez-vous avec le destin : Le frère de Malek
- 2009 : Le Médaillon
- 2011 : Djemai Family
- 2021 : Liyam
- 2023 : Eddamma
- 2024 : El Barani

## Lient externes
- Ressources relatives à l'audiovisuel :   - Africultures
  - AllMovie
  - Allociné
  - IMDb
- Notices d'autorité :   - VIAF
  - BnF (données)
  - Israël